# Paul Deville
Paul Deville, né le 25 octobre 1888 à Villers-Cotterêts (Aisne) et mort le 26 avril 1963 à Saint-Mandé (Val-de-Marne), est un ingénieur aéronautique français. Considéré comme un des meilleurs de son temps, il a conçu 58 modèles d'avions différents.